# Мала Кемпа
Мала Кемпа (пол. Mała Kępa, нім. Klein Kämpe) — село в Польщі, у гміні Домброва-Хелмінська Бидґозького повіту Куявсько-Поморського воєводства.
У 1975-1998 роках село належало до Бидгощського воєводства.